# Chrysochloris asiatica
Chrysochloris asiatica é uma espécie de mamífero da família Chrysochloridae. É endêmica da África do Sul. 